# Odra Opole
Odra Opole é uma equipe polonesa de futebol com sede em Opole. Disputa a quarta divisão da Polónia (III liga).
Seus jogos são mandados no Stadion Odry Opole, que possui capacidade para 4.750 espectadores.

## História
O Odra Opole foi fundado em 16 de Junho de 1945.